# Þumlungur
Der Þumlungur („Däumling“) war eine alte isländische Längeneinheit. 
Sie stammt vom dänischen Zoll ab (danskur þumlungur) und war von 1776 bis 1907 die gesetzliche Maßeinheit. Ein Þumlungur entspricht 26,15 mm. Das entsprechende Flächenmaß ist der Ferþumlungur. Für die bekannte Maßeinheit Zoll (= 25,4 mm) wird das isländische Wort tomma (fem.) verwendet.